# Joaquín Zenteno Anaya
Pour les articles homonymes, voir Anaya.
Joaquín Zenteno Anaya (né le 11 novembre 1921 à Cochabamba et mort le 11 mai 1976 à Paris) est un général, ministre des Affaires étrangères et diplomate bolivien.

## Biographie
Joaquín Zenteno Anaya se maria avec Leonor Sejas Sierra. ll fit ses études d'officier en France, à l'école du Train, à Tours, en 1949. Du 5 novembre 1964 au 6 août, 1966, il fut ministre des Affaires étrangères dans le gouvernement de René Barrientos Ortuño. En cette qualité, il conclut en février 1966 un accord social avec le régime de Francisco Franco.
De 1967 à 1968, il commanda la huitième division de l'armée bolivienne qui était en garnison à Vallegrande dans le département de Santa Cruz. Quand, le 9 octobre 1967, Che Guevara eut été interviewé par Félix Rodríguez et exécuté par Mario Terán, Joaquín Zenteno Anaya posa avec le cadavre.
Du 5 octobre 1973 au 11 mai 1976, il fut ambassadeur à Paris. Alors qu'il sortait de sa BMW 530 bleu métallique dans un parc de stationnement près du pont de Bir-Hakeim,, deux hommes portant des lunettes de soleil lui tirèrent à trois reprises dans la tête et dans le dos avec un pistolet de calibre 7,65 mm. Une brigade internationale maoïste Ernesto 'Che' Guevara revendiqua l'action présentée comme une vengeance de la participation de Zentenos à la lutte contre la guérilla de Ñancahuazú.
Le 11 juin 1976, El País rapporta que Zenteno Anaya était venu à Paris après avoir démissionné de son poste de commandant en chef de l'armée bolivienne pour protester parce que le colonel Andrés Selich Chop (8 décembre 1927 à La Paz - 15 mai 1973 ibid.) n'avait pas survécu à la torture dans la maison de son successeur au ministère de l'Intérieur, Alfredo Arce Carpio (19 mars 1941 – 10 février 2001). Selich Chop avait été soupçonné par Hugo Banzer Suárez de préparer un coup d'État et était tombé en disgrâce. Le régime de Banzer prétendit qu'il s'était précipité d'un escalier alors qu'il avait les mains attachées. Son autopsie constata que la mort était due à des coups portés dans ses organes vitaux .